# Sender Friedrichshafen
Der Sender Friedrichshafen ist ein Füllsender für Hörfunk. Er befindet sich in einem Gewerbegebiet nördlich der Müllerstraße im Stadtteil Jettenhausen, etwa fünf Kilometer nördlich der Friedrichshafener Innenstadt. Es kommt ein freistehender Stahlbetonturm als Antennenträger zum Einsatz.
Von hier aus wird die Stadt Friedrichshafen und die nahe Umgebung mit dem Rundfunkprogramm Das Neue Radio Seefunk versorgt.
| Frequenz (in MHz) | Logo | Programm               | RDS PS            | RDS PI | Regionalisierung      | ERP (in kW) | Antennendiagramm rund (ND)/gerichtet (D) | Polarisation horizontal (H)/vertikal (V) |
| ----------------- | ---- | ---------------------- | ----------------- | ------ | --------------------- | ----------- | ---------------------------------------- | ---------------------------------------- |
| 99,30             |      | Das Neue Radio Seefunk | _SEEFUNK __RSF___ | 140A   | Bodensee/Oberschwaben | 5           | D (280°-0°)                              | H                                        |

## Analoges Fernsehen (PAL)
Vor der Umstellung auf DVB-T diente der Sendestandort weiterhin für analoges Fernsehen:
| Kanal | Frequenz (MHz) | Programm  | ERP (kW) | Sendediagramm rund (ND)/ gerichtet (D) | Polarisation horizontal (H)/ vertikal (V) |
| ----- | -------------- | --------- | -------- | -------------------------------------- | ----------------------------------------- |
| 23    | 487,25         | Sat.1     | 0,08     | D                                      | V                                         |
| 35    | 583,25         | ProSieben | 0,08     | D                                      | V                                         |